# 김영일 (1960년)
김영일(1960년 5월 29일 ~ )은 전라남도 광양시 출신의 수필가이자 발명가이자 공무원이다. 어린 시절에는 광양동초등학교를 졸업한 이후 상급 정규 교육과정은 이수하지 못하고 국가 검정고시로 중등과정과 고등과정을 이수 합격하였다. 한국방송통신대학교를 졸업하고 연세대학교 언론홍보대학원에서 석사과정을 밟은 뒤 졸업하였다.

## 온라인백일장시스템
[온라인백일장시스템]은 수필가 김영일이 2002년 처음 발명한 것으로 인터넷 상에서 백일장에 응모하면 개인별 점수와 심사평을 인터넷으로 즉시 확인할 수 있는 시스템으로 연합뉴스, KTV <현장매거진>, <공직이 보인다―29회>, <TV목민심서>, <현장매거진>, 방송대학tv <하면 된다>, <C&M 케이블TV>, <국군의 방송> 등에 이 프로그램이 소개되었다.

## 수필
2000년 월간문예사조에 수필 '하면 된다'가 당선되어 수필가로 등단했다.  저서로는 '장편소설', '목마른 사람에게 물 한 모금 준다면'과 자전 에세이 '차가운 곳에도 꽃은 핀다'가 있으며, 수필에 대한 지침서로 '쉽게 배우는 수필창작법', '쉽게 배우는 수필창작법2'를 지었다.
2006년 '제1회 대한민국 디지털 문학상 대상'을 수상하였고, 2008년 '제1회 대한민국 베스트 작가상'을 수상했다. 특히 그의 수필 '차가운 곳에도 꽃은 핀다'는 한국 문학번역원에서 영어와 일어로도 번역되었다.